# 名古屋セントラル病院
名古屋セントラル病院（なごやセントラルびょういん）は、愛知県名古屋市中村区にある東海旅客鉄道（JR東海）が経営する病院。

## 沿革と特徴
国鉄名古屋鉄道病院を前身とし、1989年（平成元年）10月からはJR東海総合病院、その後に道を挟んだ反対側に新築・移転し、名称を名古屋セントラル病院として2006年（平成18年）7月に開院した。
アジア地域で初めての導入となるMRI手術室設備（脳神経外科手術）を完備している。全室個室。また、近隣には日本赤十字社愛知医療センター名古屋第一病院がある。

## 診療科目
- 脳神経内科
- 呼吸器内科
- 消化器内科
- 循環器内科
- 血液内科
- 糖尿病・内分泌内科
- 腎臓内科
- 消化器外科
- 乳腺・内分泌外科
- 整形外科
- 脳神経外科
- 皮膚科
- 泌尿器科
- 婦人科
- 眼科
- 耳鼻咽喉科
- リハビリテーション科
- 救急科
- 放射線科
- 麻酔科